# Jean Violette

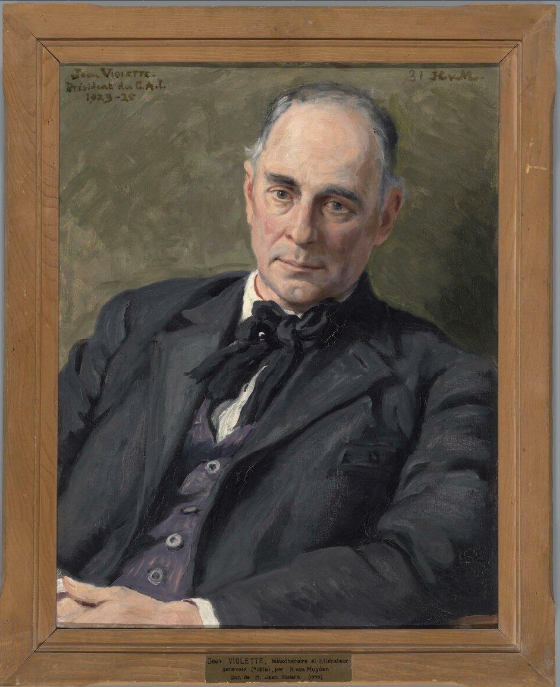
Porträt (1931)

Jean Violette (* 27. Februar 1876 als Frédéric-Jean von Gunten in Enge, heute zu Zürich gehörend; † 25. Januar 1964 in Genf) war ein französischsprachiger Schweizer Schriftsteller.
Jean Violette war bis zu seinem Tod mit der französischen Schauspielerin Pauline Carton (1884–1974) liiert, die er seit 1914 gekannt hatte. Seit 1970 trägt eine Strasse im Genfer Quartier La Cluse seinen Namen.

## Werke
- Le Roseau sonore, Lausanne 1916
- Tabliers bleus et tabliers noirs, Lausanne 1923
- La Danseuse et le Coquebin. Nouvelles genevoises, Genf 1925
- Fleurs de la vie, Genf 1930
- Le Coquebin. Nouvelles genevoises, Neuenburg 1934
- La Révolution de 46. Genève au temps des Crinolines, Genf 1935
- Le Printemps noir. Nouvelles genevoises, Neuenburg 1938
- La statue de plâtre, 1946
- L’insaisissable, Paris 1957
- Le petit garçon. Roman, Paris 1958